# Lưu Chương (lãnh chúa)
Lưu Chương (chữ Hán: 刘璋; 162 - 219), tên tự là Quý Ngọc (季玉), là một chư hầu cát cứ vào cuối thời Đông Hán, đầu thời Tam Quốc trong lịch sử Trung Quốc. Ông là người trong dòng dõi hoàng tộc nhà Hán, kế tục cha cai quản một vùng rộng lớn và có địa thế khá hiểm trở là khu vực Ích Châu (益州) hay còn gọi là Ba Thục. Sau này, đây cũng là nơi sau này Lưu Bị thừa cơ chiếm lấy và lập ra nhà Thục Hán. Sau khi Lã Mông chiếm được Kinh Châu năm 219, Lưu Chương đã quy hàng Tôn Quyền. Ông mất không lâu sau đó.

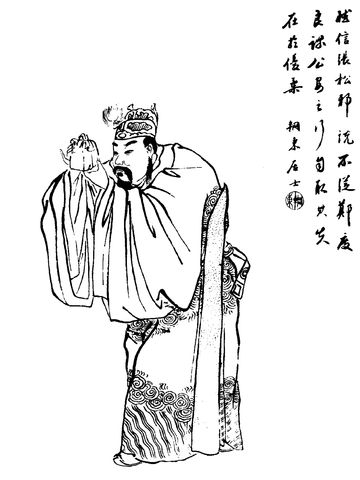
Tranh vẽ Lưu Chương của một họa sĩ đời nhà Thanh

## Vào Ích Châu
Lưu Chương là con trai út của Lưu Yên, một đại thần nhà Hán được sai vào cai quản Ích châu và đã ly khai triều đình. Khi Lưu Yên chiếm giữ Ích châu, Lưu Chương cùng 2 người anh ruột là Lưu Phạm và Lưu Đản đang làm quan nhỏ trong triều đình nhà Hán - lúc đó đang bị đặt dưới sự kiểm soát của Đổng Trác. Lưu Chương đã được triều đình phái đi Ích để khuyên dụ Lưu Yên vì những hành vi chống đối. Lưu Yên gặp Lưu Chương bèn giữ ở lại Ích châu không cho trở lại triều đình nữa.
Sau đó vì 2 người anh ông là Lưu Phạm và Lưu Đản cùng cha ông tính chuyện liên kết với Mã Đằng chống Đổng Trác bị lộ, nên cả hai người cùng bị giết.

## Cai quản Ích châu
Năm 194, Lưu Yên qua đời. Đại thần Triệu Vĩ thấy ông là người nhân đức, bèn lập ông lên thừa kế quyền cai quản Ích Châu.
Thuộc hạ của Đổng Trác là Lý Thôi và Quách Dĩ lại nắm triều đình Trường An, không công nhận Lưu Chương, phái Hỗ Mạo vào Ích châu làm Thứ sử. Các thuộc hạ của ông là Thẩm Di, Lâu Phát, Cam Ninh liên kết với Biệt giá Kinh châu (của Lưu Biểu) là Lưu Hạp phản lại ông. Nhưng lực lượng chống đối bị Lưu Chương đánh bại, phải bỏ chạy sang Kinh châu. Cam Ninh sau này chạy sang Giang Đông theo Tôn Quyền. Do Lưu Chương đứng vững, Hỗ Mạo do Lý Thôi cử đến phải dừng lại ở Hán Trung không dám tranh chấp với ông.
Năm 200, bộ hạ cũ của cha ông là Trương Lỗ chiếm quận Hán Trung rộng lớn, tự đổi là quận Hán Ninh, ly khai chống lại ông. Lưu Chương bèn giết mẹ và em Trương Lỗ. Lưu Chương phong bạn là Bàng Hi làm Thái thú Ba Tây, sai cầm quân đánh Trương Lỗ mấy lần nhưng đều thất bại.
Mâu thuẫn trong nội bộ Ích châu dần dần bộc lộ giữa những người gốc Kinh châu theo Lưu Yên vào Ích châu (gọi là "tập đoàn Đông châu") và những người Ích châu bản xứ. Do Lưu Chương ưu ái những người Đông châu, để giữ nhiều chức vụ lớn và xâm hại dân Ích châu, bản thân Lưu Chương cũng thi hành một số chính lệnh tàn bạo khiến người Ích châu bất mãn. Nhân lúc đó, đại thần Triệu Vĩ - người đưa Lưu Chương lên địa bị châu Mục - vốn là người Ích châu bản xứ bèn liên kết với các họ lớn trong châu, nổi lên chống lại Lưu Chương. Ba quận Quảng Hán, Kiện Vi và Thục đều hưởng ứng Triệu Vĩ. Lưu Chương chạy về cố thủ ở Thành Đô, được những người Đông châu ủng hộ, tử chiến với Triệu Vĩ. Cuối công ông đánh lui Triệu Vĩ rồi đuổi theo đánh bại Vĩ ở Giang Châu. Vĩ bị thuộc hạ giết chết.
Lý Thôi, Quách Dĩ nghe tin Ích châu có loạn, lại nhân danh Hán Hiến Đế sai Ngưu Đảng đến làm Thứ sử Ích châu và triệu Lưu Chương về Trường An làm công khanh nhưng ông không nghe theo.

## Mất Ích châu
Năm 211, ông nghe theo đề nghị của Trương Tùng mời Lưu Bị vào Xuyên Thục để hỗ trợ chống lại Trương Lỗ. Thực sự việc mời Lưu Bị vào Thục chỉ là kế của Trương Tùng, Pháp Chính và Mạnh Đạt nhằm thay thế chúa công Lưu Chương của họ, bởi vì nhóm người ngày nhận thấy rằng Lưu Bị là người có tham vọng và đáng để phụng sự hơn Lưu Chương. Vương Lũy, Hoàng Quyền, Lý Nghiêm cùng những quan thần khác đã phản đối kịch liệt việc mời Lưu Bị nhập Xuyên, nhưng Lưu Chương đã phớt lờ ý kiến của họ và tự mình thân chinh nghênh đón Lưu Bị vào Thục Trung chống lại Trương Lỗ.
Khi ý đồ thực sự của Trương Tùng bị chính anh ruột là Trương Túc tố cáo với Lưu Chương, ông đã chém đầu Trương Tùng và phát động một cuộc chiến chống lại Lưu Bị, người mà sau này đã làm chủ toàn bộ Tây Xuyên. Mặc dù đại tướng Trương Nhiệm của ông đã cố gắng chiến đấu, nhưng không thể chống lại quân đội của Lưu Bị. Đến năm 214, lực lượng của Lưu Bị đã bao vây thủ phủ của Ích châu là Thành Đô. Mặc dù các mưu sĩ của Lưu Chương như Lưu Ba khuyên ông kiên quyết chống trả, nhưng ông đã không nghe theo và đáp " Ta không muốn bá tánh phải chịu khổ thêm nữa ". Sau đó ông đầu hàng Lưu Bị.

## Cuối đời
Ngay sau khi dâng thành nộp đất, Lưu Chương và con thứ của ông là Lưu Xiển đã bị Lưu Bị phái tới khu vực phía tây Kinh Châu tiếp giáp biên giới của Tôn Quyền. Năm 219, Lã Mông thống lĩnh quân Đông Ngô đột kích Kinh Châu, bắt giết Quan Vũ và chiếm được Kinh Châu. Lưu Chương và con ông bị quân Ngô bắt, và Tôn Quyền vì quyết ổn định phần lãnh thổ tiếp giáp Lưu Bị đã phong cho ông làm Ích Châu Mục, chức danh mà ông có được trước khi đầu hàng Lưu Bị. Tuy nhiên, quân Ngô cũng không còn muốn tấn công sang lãnh thổ của Lưu Bị, Lưu Chương cũng mất không lâu sau đó sau khi trở thành 1 chư hầu của Tôn Quyền. Con trưởng Lưu Tuần tiếp tục phục vụ Thục Hán, còn con thứ của ông là Lưu Xiển thì phục vụ nhà Đông Ngô.

## Gia đình
- Cha:
  - Lưu Yên
- Con:
  - Lưu Tuần:
  - Lưu Xiển:

## Trong Tam Quốc diễn nghĩa
Trong tiểu thuyết lịch sử Tam Quốc diễn nghĩa của La Quán Trung, Lưu Chương được phát họa như 1 vị chúa công ngu ngốc và kém tài.